# Testfakta
Testfakta är ett test- och researchföretag, specialiserat på jämförande laboratorietester av konsumentprodukter. Testfakta består av tre delar, Nyhetsbyrån Testfakta som förser nordiska dagstidningar och tidskrifter med redaktionellt material baserat på resultatet från laboratorietester, Konsumenttidningen på nätet samt Uppdragsverksamheten. Konsumenttidningen på nätet publicerar resultatet från alla Testfaktas tester och andra nyheter som rör nordiska konsumenter. Uppdragsverksamheten testar och utvärderar konsumentprodukter på uppdrag av tillverkare, återförsäljare och andra organisationer. Uppdragsverksamheten bedrivs i en separat juridisk enhet (Testfakta Research Nordic AB) och är organisatoriskt skild från Testfaktas redaktionella verksamhet (Testfakta Editorial Nordic AB). Testfaktas verksamhet bygger på ett nära samarbete med europeiska test- och forskningslaboratorier. Alla tester utförs enligt samma metodik oavsett uppdragsgivare. Regeringskansliet (Kemikalieskatteutredningen) gav under våren 2015 Testfakta i uppdrag att kartlägga förekomsten av skadliga kemikalier i leksaker, byggnadsmaterial och hemelektronik. Resultatet från Testfaktas kartläggning utgjorde underlag för Regeringens förslag till kemikalieskatt.
Varje år genomför Testfakta 40-50 tester av konsumentprodukter och analyser av livsmedel. Testfaktas material används som källa i bl.a. SVT och Dagens Nyheter, och deras tester tar ofta plats i TV4 Nyhetsmorgon.
Testfakta samarbetar med ett 40-tal testningslaboratorier i Europa, samt i Indien och USA. 